# Roca Cigalera
La Roca Cigalera és una muntanya de 2.668 metres que es troba entre els municipis d'Alins i de Lladorre, a la comarca del Pallars Sobirà. Està situada dintre del Parc Natural de l'Alt Pirineu.